# Place de la République (Barcelone)
Pour les articles homonymes, voir Place de la République.
La place de la République (en catalan : plaça de la República) est une place publique de Barcelone.

## Situation
La place est située à l'intersection entre les boulevards de Valldaura et de Verdun et de la Via Júlia, dans l'arrondissement de Nou Barris.

## Historique
Elle porte à l'origine le nom de place de Llucmajor, une ville située sur l'île de Majorque dans les Baléares. Le 29 novembre 2015, la mairie de Barcelone annonce que la place prendra le nom de place de la République. Le changement officiel a lieu le 14 avril 2016 pour commémorer la proclamation de la République catalane le 14 avril 1931. Les jardins de la place ainsi que la station de métro situés à proximité conservent cependant le nom de Llucmajor, afin que le nom de cette ville perdure dans l'odonymie de Barcelone.

## Monument
Le centre de la place abrite un monument dédié à la Première République espagnole (1873-1874) et à l'homme d'État Francesc Pi i Margall (1824-1901). Réalisé en acier, il comprend une base de forme trapézoïdale et un mât s'élevant à 30 m de hauteur. Il supporte une statue de femme en bronze de 4,5 m de haut réalisée par le sculpteur Josep Viladomat en 1934 et intitulée La République ainsi qu'un médaillon en marbre à l'effigie de Pi i Margall, créé par Joan Pie. Les deux œuvres ornaient un obélisque érigé en 1936 sur la place du Cinc-d'Oros et démantelé en 1939. Le monument actuel est inauguré en 1990.

## Transports
La place est desservie par la station Llucmajor située sur la ligne 4 du métro de Barcelone.